# Щербатова, Ольга Александровна
Княгиня О́льга Алекса́ндровна Щерба́това, урождённая графиня Стро́ганова (9 сентября 1857, Санкт-Петербург — 13 июля 1944, Париж) — русская писательница, путешественница, меценатка, последняя из Строгановых. Жена князя А. Г. Щербатова.

## Биография
Ольга Александровна родилась в семье егермейстера графа Александра Сергеевича Строганова (1818—1864) и княжны Татьяны Дмитриевны Васильчиковой (1823—1880). Внучка графа Сергея Григорьевича Строганова и Дмитрия Васильевича Васильчикова. Кроме дочери у Строгановых родился сын Сергей (1852—1923). В возрасте семи лет потеряла отца.

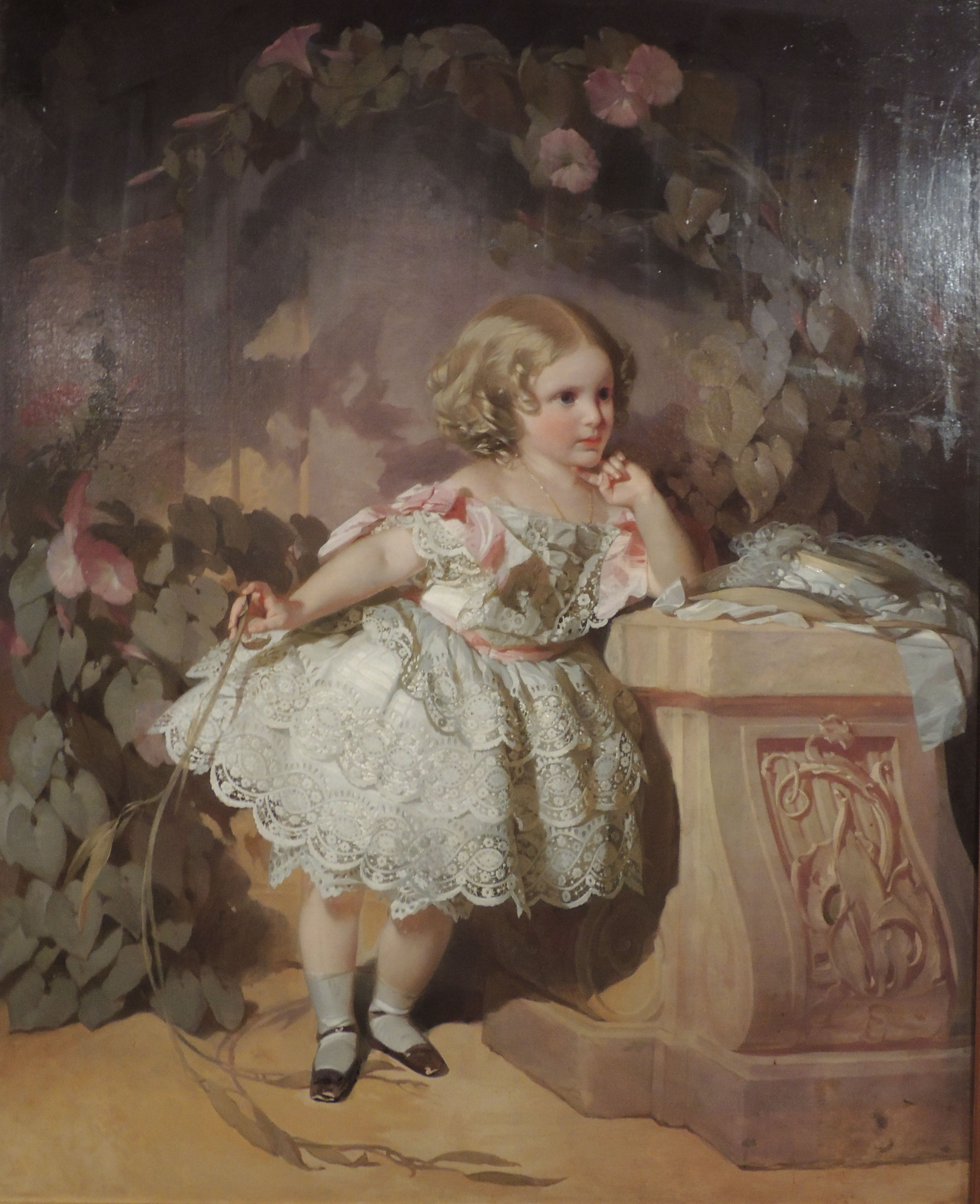
Предположительный портрет юной Ольги

С 1880-х годов Ольга Александровна вместе с мужем и братом совершила множество путешествий. Они посетили арабский Восток, Индию, Цейлон, Сингапур и Яву, на лошадях пересекли Сирийскую пустыню. В общей сложности супруги провели в совместных путешествиях и их подготовке семнадцать лет. Результатом стали книги, написанные Ольгой Александровной: «По Индии и Цейлону. Мои путевые заметки 1890—91 с 2 дополнительными главами о религии и архитектуре Индии», «В стране вулканов. Путевые заметки на Яве 1893» и «Верхом на родине бедуинов в поисках за кровными арабскими лошадьми (2600 верст по Аравийским пустыням в 1888 и 1900)».
С началом Первой мировой войны в имении Васильевское Щербатовы открыли больницу для раненых и приюты для детей-сирот погибших воинов, просуществовавшие до 1917 года, также был создан реабилитационный центр для увечных солдат. На свои средства они организовали санитарный поезд, состоявший из 20 вагонов (поезд N67), на котором за 9 месяцев, с сентября 1914 года, было перевезено 30 тысяч раненых. Вместе с поездом княгиня Ольга Александровна с младшими детьми Еленой и Георгием отправились на фронт.
5 апреля 1915 года в Петрограде в возрасте 33 лет скончался старший сын Ольги Александровны — Александр. Князь Щербатов отправился в Польшу, где в действующей армии находилась его супруга, чтобы сообщить о смерти сына, но простудился и, заболев крупозным воспалением лёгких, скончался 24 апреля в Варшаве на 65 году жизни. В память о муже и сыне Ольга Александровна решила построить храм «избранному воеводе Земли Российския, Святому Благоверному князю Александру Невскому». Строительство, начавшееся в 1915 году, не было закончено из-за октябрьских событий 1917 года.
В отличие от своей кузины Марии Щербатовой, Ольга Александровна покинула Россию. Осенью 1917 года она, её дочь Элен, невестка София и четыре внучки уехали из Петербурга на Кавказ. Щербатовы прожили какое-то время на Графском хуторе, а затем эмигрировали во Францию. Проживая недалеко от Версаля, Ольга Александровна находилась в весьма стеснённых обстоятельствах.
Последние годы жизни княгини Щербатовой связаны с судебными процессами из-за имущества Строгановых. В 1923 году скончался её брат Сергей Строганов, последний представитель этой династии. Однако права на состояние Строгановых предъявил полковник Николай Строганов. Он называл себя потомком графа Григория Строганова от четвёртого сына — Алексея. Несмотря на то, что был предъявлен документ — «акт о кончине графа Алексея Григорьевича Строганова холостым в Париже», заседание Судебной палаты города Ниццы, состоявшееся 3 марта 1933 года, признало его старшим в роде и единственным наследником майората. В ноябре 1933 года он пытался получить художественное собрание Строгановского дворца, которое ещё в мае 1931 года было выставлено на аукцион советским правительством. В 1935 году трибунал по гражданским делам Ниццы отверг все претензии Николая Строганова на наследство графа Сергея Строганова, оцениваемое газетой «Evening post» в 30 000 000 фунтов.
Позднее 10 января 1939 года Ольга Александровна начала в Берлине судебный процесс против советского правительства. Она требовала выплатить ей 200 000 фунтов стерлингов в качестве компенсации за нелегальную продажу произведений искусства в 1931 году. Этот иск не был удовлетворён.
Ольга Александровна Щербатова скончалась 13 июля 1944 года в Париже и была похоронена на кладбище Сент-Женевьев-де-Буа.

## Брак и дети

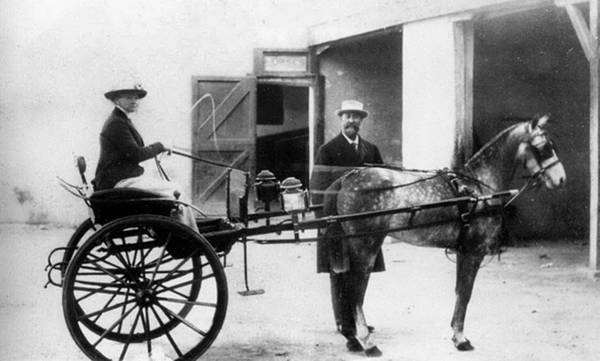
Супруги Щербатовы

Муж — князь Александр Григорьевич Щербатов (10.10.1850—24.04.1915), сын князя Григория Алексеевича Щербатова и графини Софьи Александровны Паниной. Последняя графиня Строганова  вышла замуж за своего дальнего родственника (четвероюродного брата) 8 апреля 1879 года. Венчание было в Петербурге в церкви Св. Великомученика Пантелеймона, поручителями по жениху были князь А. Г. Щербатов и князь С. И. Васильчиков; по невесте — граф С. А. Строганов и барон А. Е. Мейендорф.
В браке родились:
- Сын — Дмитрий Александрович Щербатов (20.08.1880 — 12.05.1882);
- Сын — Александр Александрович Щербатов (10.09.1881 — 05.04.1915) — морской офицер, женат с 01.07.1907 года на княжне Софии Сергеевне Васильчиковой (15.09.1879 — 30.03.1927), дочери князя Сергея Илларионовича Васильчикова и Марии Николаевны Исаковой.
  - Внучки — Мария Александровна (1909—1956), Ольга Александровна (1910—1992), Ксения Александровна (1912—2006) и Софья Александровна (1914—1996);
- Дочь — Элен (Елена) Александровна Щербатова (08.11.1889 — 20.11.1976) — не замужем;
- Сын — Георгий Александрович Щербатов (10.03.1898 — 13.12.1976); в качестве наследника рода Строгановых в 1970-е годы судился с американскими музеями, которые приобрели на распродажах советских музейных ценностей картины старых мастеров из Строгановского дворца.

### Комментарии
1. ↑  Портрет работы И. Макарова поступил в Русский музей из собрания наследников А. Г. Щербатова. Анализ данных смешанно-восходящей родословной позволяет предположить, что на портрете изображена Ольга Александровна Строганова.
2. ↑   Лишь в 1992 году храм был освящён во имя Святого Великомученика и Целителя Пантелеимона (полное освящение состоялось 26 июля 1998 года); первая служба состоялась 8 августа 1992 года. 22 сентября 2008 года указом митрополита Крутицкого и Коломенского Ювеналия приход Свято-Пантелеимоновского храма был реорганизован в подворье Новодевичьего монастыря. В 2009 году ему было возвращено первоначальное название — Александро-Невский храм[2].